# Aeródromo de Choix
El Aeródromo de Choix oficialmente nombrado como Aeródromo José Ángel Espinoza "Ferrusquilla" (Código AFAC: FRR) es un pequeño campo de aviación ubicado al norte del poblado de Choix, Sinaloa.

## Información
Debido a los constantes conflictos armados de la Revolución mexicana fue necesario construir un depósito de pólvora durante los años 1910’s en los terrenos que actualmente ocupan el aeródromo, por lo que esa zona en particular era conocida como “El Polvorín”. Con el paso del tiempo y la llegada de una época de paz pudo aterrizar en 1928 la primera aeronave apodada “La Rana” debido al color verde de su fuselaje, quedando de esta forma inaugurado el campo de aviación de Choix.
A inicios del año 2020 comenzaron una serie de adecuaciones en el aeródromo así como la construcción de una clínica a solicitud de la organización sin fines de lucro conocida como “Los Médicos Voladores”, ya que el personal de esta organización requiere de un campo de aviación correctamente habilitado para cumplir su función.
El aeródromo fue nombrado en honor al cantante, compositor y actor choixiano José Ángel Espinoza. Cuenta con una pista de aterrizaje de 1509 metros de largo y 8 metros de ancho con gota de viraje en la cabecera 29, así como una plataforma de aviación de 1,440 metros cuadrados (24m x 60 m).